# Johann von Charpentier

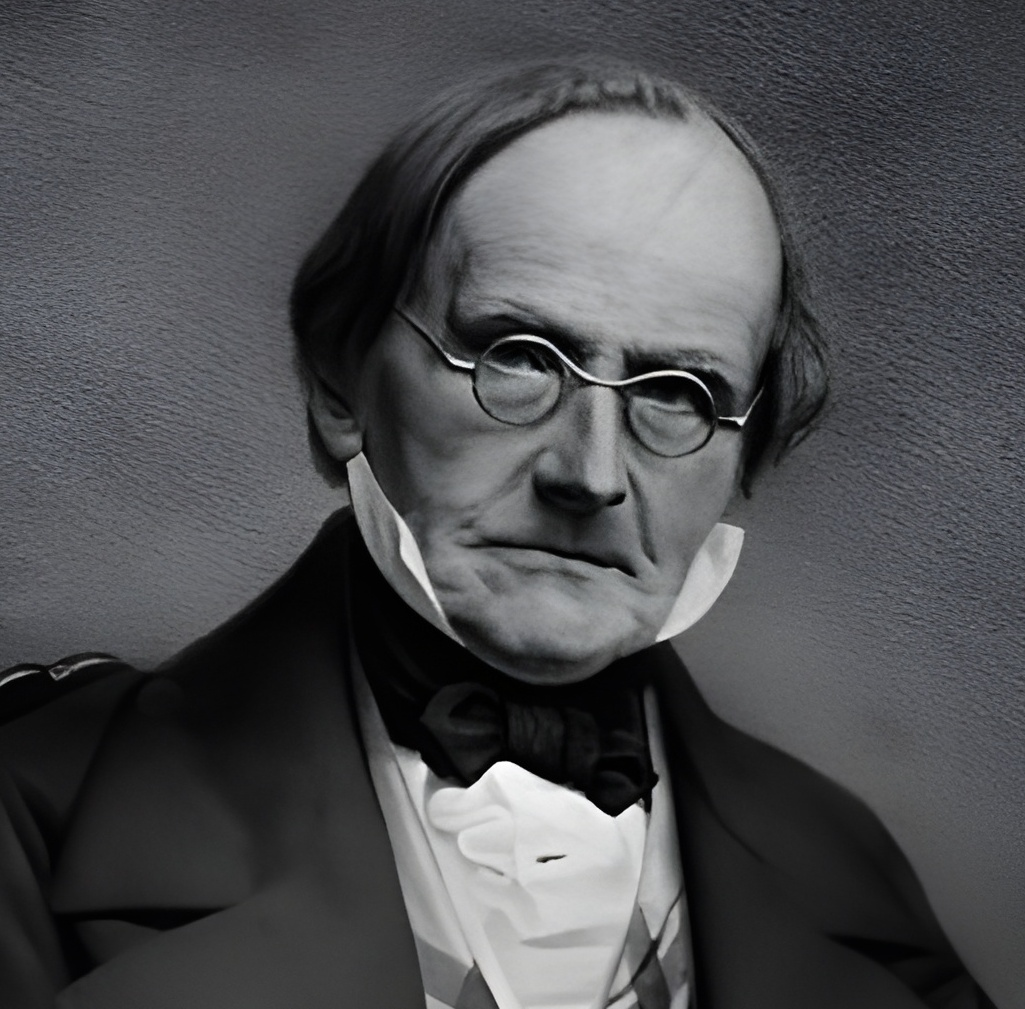
Johann von Charpentier

Johann von Charpentier of Jean de Charpentier (Freiberg, 8 december 1786 – Bex (Zwitserland), 12 december 1855) was een Saksisch-Zwitsers geoloog en glacioloog, bekend om zijn onderzoek naar de invloed van gletsjers op de geomorfologie van de Alpen.
Charpentier was de zoon van de mijnbouwkundige Johann Friedrich Wilhelm Toussaint von Charpentier en broer van de natuurvorser Toussaint von Charpentier. Hij studeerde mijnbouwkunde aan de Bergakademie Freiberg waar hij een leerling van de geoloog Abraham Gottlob Werner was. Daarna werkte hij in de kopermijnen in de Pyreneeën. In 1813 werd hij directeur van een zoutmijn bij Bex in het Zwitserse kanton Vaud. Tegelijkertijd ging hij aan de Universiteit van Lausanne lesgeven in de geologie.
Toen in 1818 een vloedgolf door een doorbraak van een gletsjermeer voor vele dodelijke slachtoffers zorgde, besloot De Charpentier gletsjers te gaan bestuderen. Door bestudering van morenes en zwerfkeien ontdekte hij dat veel Alpendalen vol lagen met sporen van gletsjers, die lang geleden grotendeels gesmolten moesten zijn, en waarvan de huidige gletsjers in de Alpen slechts kleine restanten zijn.
De Charpentier en zijn collega Ignaz Venetz (1788 – 1859) ontdekten en bestudeerden de sporen van gletsjers in al hun vormen. Ook in het Mittelland buiten de Alpen werden sporen van gletsjers gevonden, zodat ze concludeerden dat heel Zwitserland ooit met een ijskap bedekt moest zijn geweest. In 1841 publiceerde De Charpentier zijn ideeën (Essais sur les glaciers). De Charpentier was in tegenstelling tot de Duitse natuurvorser Karl Friedrich Schimper en de Zwitserse geoloog Louis Agassiz van mening dat de vergletsjering pas na de opheffing van de Alpen moest hebben plaatsgevonden.
- Biblioteca Nacional de Chile: 000456220
- Bibliothèque nationale de France: cb16759331h (data)
- Author citation (botany): Charpent.
- Catàleg d'autoritats de noms i títols de Catalunya: 981058524718406706
- Gemeinsame Normdatei: 10201227X
- Historisch woordenboek van Zwitserland: 028799
- International Standard Name Identifier: 0000 0001 2213 6345
- Library of Congress Control Number: nr98020404
- Nationale Bibliotheek van Israël: 987007287669505171
- SNAC: w6t57gr9
- Système universitaire de documentation: 122790189
- Union List of Artist Names: 500240449
- Virtual International Authority File: 95170138
- WorldCat: E39PBJmP8qTfvpjt96VjpX3RKd